# Розовое (Крым)
Ро́зовое (до 1948 года Казби́й-Эли́; укр. Розове, крымскотат. Qazbiy Eli, Къазбий Эли) — село в Бахчисарайском районе Крыма (согласно административно-территориальному делению Украины входит в состав Ароматненского сельского совета Автономной Республики Крым, согласно административно-территориальному делению РФ — в Ароматненском сельском поселении Республики Крым).

## Население
| 2001 | 2014 |
| ---- | ---- |
| 1    | ↘0   |

### Динамика численности
| - 1864 год — 46 чел. - 1886 год — 145 чел. - 1887 год — 163 чел. - 1892 год — 484 чел. - 1915 год — 198/18 чел. - 1926 год — 150 чел. | - 1939 год — 167 чел. - 1989 год — 3 чел. - 2001 год — 1 чел. - 2009 год — 2 чел. - 2014 год — 0 чел. |

## Современное состояние
В Розовом 1 улица — Полевая, площадь, занимаемая селом, 32,2 гектара, на которой в 2 дворах, по данным сельсовета на 2009 год, числилось 2 жителя, экономически — в составе Эфиросовхоз-завода.

## География
Село расположено в балке Буранчи-Ичи, на плато (куэсте) Внешней гряды Крымских гор, в междуречье Альмы и Качи, высота центра села над уровнем моря 169 м. Расстояние до Бахчисарая около 14 км, ближайший населённый пункт — село Репино, в 800 м выше по балке (юго-восточнее).

## Название
Историческое название села Казбий-Эли представляет собой сокращённый вариант изначального имени Казы-Бей-Эли, что можно перевести как «местность господина судьи» (крымскотат. qadı, qazı — судья; bey — господин, почительное обращение к мужчине; el — местность, край).

## История
Казы-бей-Эли — старинное село в центре родового бейлика князей Яшлавских, во время Крымского ханства относилось к Бахчисарайскому кадылыку Бахчисарайского же каймаканства, что было зафиксировано в «Камеральном Описании Крыма» 1784 года. После присоединения Крыма к России (8) 19 апреля 1783 года, (8) 19 февраля 1784 года, именным указом Екатерины II сенату, на территории бывшего Крымского Ханства была образована Таврическая область и деревня была приписана к Симферопольскому уезду. После Павловских реформ, с 1796 по 1802 год, входила в Акмечетский уезд Новороссийской губернии. По новому административному делению, после создания 8 (20) октября 1802 года Таврической губернии приписали к Актачинской волости
Симферопольского уезда, но, возможно, в ходе эмиграций крымских татар в Турцию, Казбий-Эли опустел (или деревню учитывали вместе с расположенным рядом Биюк-Яшлавом) и впервые встречается на карте 1836 года, на которой в деревне Каз-Биели 10 дворов, а на карте Каз-Бийэли обозначен условным знаком «малая деревня» (менее 5 дворов)).
В 1860-х годах, после земской реформы Александра II, деревню приписали к Мангушской волости. Согласно «Списку населённых мест Таврической губернии по сведениям 1864 года», составленному по результатам VIII ревизии 1864 года, Кази-Биэль — общинная татарская деревня и дача, с 10 дворами, 46 жителями и мечетью при колодцах, а на трёхверстовой карте Шуберта 1865—1876 года дворов в деревне уже 17. На 1886 год в деревне Козби-Эль, согласно справочнику «Волости и важнѣйшія селенія Европейской Россіи», проживало 145 человек в 27 домохозяйствах, действовала мечеть. В «Памятной книге Таврической губернии 1889 года „ в деревне записано 34 двора и 163 жителя.
После земской реформы 1890-х годов деревню передали в состав новой Тав-Бодракской волости. По “…Памятной книжке Таврической губернии на 1892 год» Казбиэль — выселок при деревне Биюк-Яшлав, входивший в Биюк-Яшлавское сельское общество. В двух населённых пунктах числилось 484 жителя в 91 домохозяйстве, на общинной земле, а на верстовой карте 1892 года в деревне обозначено 27 дворов с татарским населением. В Памятной книжке Таврической губернии на 1902 год деревня не записана вовсе, но в 1912 году в деревне было начато строительство нового здания мектеба. По Статистическому справочнику Таврической губернии. Ч.II-я. Статистический очерк, выпуск шестой Симферопольский уезд, 1915 год, в селе Казбиэль Тав-Бодракской волости Симферопольского уезда числилось 49 дворов с татарским населением в количестве 198 человек приписных жителей" и 18 — «посторонних». Во владении было 700 десятин земли, 43 двора владели частными угодьями и 6 — безземельных. В хозяйствах имелось 50 лошадей, 28 волов, 40 коров, 14 телят и жеребят и 1000 голов мелкого скота. Также к селу былоприпсано 17 хуторов и садов без населения.
После установления в Крыму Советской власти, по постановлению Крымревкома от 8 января 1921 года была упразднена волостная система и село вошло в состав Бахчисарайского района Симферопольского уезда (округа), а в 1922 году уезды получили название округов. 11 октября 1923 года, согласно постановлению ВЦИК, в административное деление Крымской АССР были внесены изменения, в результате которых был создан Бахчисарайский район и село включили в его состав. Согласно Списку населённых пунктов Крымской АССР по Всесоюзной переписи 17 декабря 1926 года, в селе Казбий-Эли, Биюк-Яшлавского сельсовета Бахчисарайского района, имелось 35 дворов, все крестьянские, население составляло 150 человек (74 мужчины и 76 женщин). В национальном отношении учтено 146 татар, 1 русский 3 украинцев. По данным всесоюзная перепись населения 1939 года в селе проживало 167 человек.
В 1944 году, после освобождения Крыма от фашистов, согласно Постановлению ГКО № 5859 от 11 мая 1944 года, 18 мая крымские татары были депортированы в Среднюю Азию. 12 августа 1944 года было принято постановление № ГОКО-6372с «О переселении колхозников в районы Крыма» по которому в район планировалось переселить 6000 колхозников и в сентябре 1944 года в район приехали первые новосёлы (2146 семей) из Орловской и Брянской областей РСФСР, а в начале 1950-х годов последовала вторая волна переселенцев из различных областей Украины. С 25 июня 1946 года Розовое в составе Крымской области РСФСР. Указом Президиума Верховного Совета РСФСР от 18 мая 1948 года, Казбий-Эли переименовали в Солнечное. 26 апреля 1954 года Крымская область была передана из состава РСФСР в состав УССР. Время переподчинения Плодовскому сельсовету пока не установлено: на 15 июня 1960 года Розовое числилось в его составе. В 1962 году, после укрупнения сельских районов, к Бахчисарайскому району присоединили Симферопольский и, видимо, во избежание дублирования с более крупным селом Солнечное, село переименовали в Розовое (согласно справочнику «Крымская область. Административно-территориальное деление на 1 января 1968 года» — в период с 1954 по 1968 год. На 1968 год село в составе Подгородненского сельсовет. В 1970 году Подгородненский сельсовет разукрупнили и Розовое отнесли к Ароматненскому сельскому совету. По данным переписи 1989 года в селе проживало 3 человека. С 12 февраля 1991 года село в восстановленной Крымской АССР, 26 февраля 1992 года переименованной в Автономную Республику Крым.
С 21 марта 2014 года Розовое в составе Республики Крым России.